# Quessy
Quessy es una comuna asociada de Tergnier, situada en el departamento de Aisne en Alta Francia.

## Historia
Quessy era una antigua comuna de Aisne hasta su incorporación el 1 de enero de 1992 a Tergnier.

## Demografía

### Gráfica de evolución
| Gráfica de evolución demográfica de Quessy entre 1793 y 2021 |
|                                                              |
| Población según los censos de población del INSEE.           |